# Patch Adams (Film)
Patch Adams ist eine US-amerikanische Tragikomödie des Regisseurs Tom Shadyac aus dem Jahre 1998. In der Hauptrolle ist Robin Williams zu sehen.

## Handlung
Der Film zeigt das Leben des Arztes Patch Adams und basiert auf seinem Buch Good Health Is a Laughing Matter.
Nach einem Selbsttötungsversuch lässt sich Hunter „Patch“ Adams freiwillig in eine psychiatrische Klinik einweisen. Dort lernt er, dass anderen Menschen zu helfen ihn von seinen eigenen Problemen ablenken kann. Der hochintelligente Adams gewinnt so seine Einstellung von einer guten Lebensqualität als bestes Heilmittel und bekommt den Wunsch, Arzt zu werden.
Nachdem er die Klinik auf eigenen Wunsch vorzeitig verlässt, beginnt er ein Studium der Medizin. Die Studienauflagen verbieten es ihm zwar, vor seinem dritten Jahr den Kontakt mit Patienten aufzunehmen, er kümmert sich jedoch nicht darum und geht immer wieder ins Krankenhaus, wo er es schafft, auch Todespatienten die gute Laune zurückzubringen. Er wird immer wieder von dem Chef des Krankenhauses ermahnt, mehrmals wird ihm mit dem Ausschluss aus dem Studium gedroht.
Nach einem Erlebnis mit einer Frau, die nicht die letzten Minuten ihrer Tochter miterleben kann, weil sie sich vorher erst um ihre Krankenversicherung kümmern muss, fasst Adams den Entschluss, eine Klinik aufzubauen, in der man nicht bezahlen muss und in der jeder gleichzeitig Patient und Arzt ist. Diese baut er gemeinsam mit seinen Studienfreunden Carin Fisher und Truman Schiff in einer Hütte in der Natur auf. Er behandelt vor allem Patienten, die sonst nirgendwo aufgenommen werden.
Es entwickelt sich eine Liebe zwischen Adams und Carin Fisher, die zu einem jähen Ende kommt, als Carin von einem dieser Patienten mit einer Schrotflinte umgebracht wird. Adams ist darüber so wütend und traurig, dass er zuerst alles beenden will. Schließlich findet er jedoch zu seinem alten Optimismus und seinem alten Leben zurück und hilft wieder den Patienten, Freude zu haben. Doch seine Nonkonformität führt schließlich dazu, dass Dekan Walcott ihn vom Studium ausschließt. Adams entwendet vor dessen Augen seine Personalakte, was strikt verboten ist, und studiert sie mit Truman. Es gibt eine große Anhörung vor dem Senat der Universität, in der Adams seine Motive erklärt und pathetisch seine Ziele propagiert. Der Ausschluss wird zurückgewiesen, am Ende kann Adams sein Studium beenden und macht seinen Doktortitel. Bei der Verleihung des Doktortitels durch Dr. Eaton zeigt Adams, dass er einen Teil seiner Nonkonformität gewahrt hat, da er seine Robe so modifiziert hat, dass man seine nackte Hinterseite sehen kann.

## Kritiken
Patch Adams bekam vor allem schlechte Kritiken. Der amerikanische Filmkritiker Roger Ebert schrieb in der Chicago Sun-Times vom 25. Dezember 1998, Patch Adams sei „schamlos“, da er vorhersehbar sei und „ohne Betäubung Tränen“ extrahiere. Er machte sich auch über Robin Williams’ Darstellung der Rolle lustig.
Negative Kritik gab es auch von Seiten der TV Spielfilm (7/1999), in der der Film als „arg manipulativ“ bezeichnet wurde. Der KulturSPIEGEL bemängelte das Fehlen des Charmes und der Wahrhaftigkeit.

„Was sich als Plädoyer für mehr Menschlichkeit und Anteilnahme im medizinischen Alltag versteht, erweist sich als einfallslos inszenierter, in seiner kalkulierten Berechenbarkeit sogar recht herzloser Unterhaltungsfilm, der kein wirkliches Interesse am Schicksal seiner Figuren aufbringt.“

## Auszeichnungen
Marc Shaiman wurde 1999 für die Filmmusik für den Oscar nominiert und gewann 2000 den ASCAP Film and Television Music Award.
Robin Williams wurde 1999 für den Golden Globe, den American Comedy Award und den Golden Satellite Award nominiert.
Der Film wurde 1999 als Beste Komödie für den Golden Globe und den Young Artist Award nominiert.